# Kiyoshi Kurosawa
Kiyoshi Kurosawa (黒沢 清?, Kurosawa Kiyoshi; Kōbe, 19 luglio 1955) è un regista, sceneggiatore, critico cinematografico e scrittore giapponese, autore di numerosi film J-Horror.

## Carriera
Kurosawa si avvicinò al cinema dopo aver seguito le lezioni di Hasumi Shigehiko. Esordì quindi come assistente alla regia, prima di girare tra il 1975 e il 1977 due cortometraggi in 8mm. Nel 1983 diresse il suo primo lungometraggio, il pinku eiga Kandagawa Wars, realizzato per il V-Cinema. Nel 1989 è regista dell'horror Sweet Home. Dal film sarà tratto l'omonimo videogioco per NES, di cui il regista è supervisore. Il videogioco sarà la principale fonte di ispirazione della saga videoludica di survival-horror Resident Evil.
Seguono numerosi altri film usciti direttamente in home video, appartenenti a vari generi quali la commedia, lo yakuza eiga, il revenge-movie e l'horror, fino al 1997, quando Kurosawa dirige il thriller Cure, che codifica il suo stile fatto di contaminazioni di generi e di un importante utilizzo del piano sequenza, della profondità di campo e dell'ellissi narrativa.
L'anno successivo, il 1998, Kurosawa è alla regia di tre film: Serpent's Path e Eyes of the Spider, facenti parte di una coppia di film che vedono come protagonisti Shō Aikawa e Teruyuki Kagawa, e License to Live, dramma che vede fra gli interpreti Hidetoshi Nishijima, Kōji Yakusho e Ren Ōsugi.
Nel 2001 presenta alla 54ª edizione del Festival di Cannes nella sezione Un Certain Regard l'horror Kairo. Nel film Kurosawa indaga il rapporto sempre più difficile fra individui in una società competitiva come quella giapponese ed evidenzia un malessere, una solitudine e un'inquietudine sociale che trovano sfogo e specchio nella neonata tecnologia di Internet. Al 2003 risale il dramma Bright Future. Il film mette in luce l'alienazione giovanile in una periferia di Tokyo. Il film è caratterizzato da uno spiccato ermetismo sia formale sia contenutistico.
Nel 2006 dirige per la serie di film J-Horror Theater Castigo, un giallo a tinte horror interpretato da Kōji Yakusho, attore che ha preso parte a svariate pellicole di Kurosawa. Nel 2007 Kurosawa è stato omaggiato con una corposa retrospettiva presso il Cinema Massimo di Torino. A Castigo seguirà nel 2008 il dramma familiare Tokyo Sonata: presentato nella sezione Un Certain Regard del 61º Festival di Cannes, il film si aggiudicherà il premio della giuria. Con Tokyo Sonata Kurosawa esporta le tematiche sociali presenti nei suoi horror in un posato dramma famigliare, mutuando lo stile del Maestro del cinema nipponico Yasujirō Ozu, da sempre fonte di ispirazione per il regista. Il film sarà un enorme successo e consacrerà l'autore nel contesto delle manifestazioni cinematografiche europee. Dopo Tokyo Sonata, tuttavia, il regista deciderà di rimanere lontano dalla macchina da presa per ben quattro anni.
Nel 2012 il regista si occupa della miniserie televisiva Penance, che verrà presentata fuori concorso alla 69ª Mostra internazionale del cinema di Venezia. Kurosawa torna alla regia cinematografica nel 2013 firmando due lungometraggi e un cortometraggio. Il primo di questi lavori, Real, otterrà uno scarso successo alla 66ª edizione del Festival di Locarno. Il secondo film è invece l'action Seventh Code: girato interamente a Vladivostok, il lungometraggio vede la partecipazione della ex-idol Atsuko Maeda e si aggiudica il premio per la miglior regia e il premio per il migliore contributo tecnico all'8ª edizione del Festival internazionale del film di Roma.
Nel 2015 Kishibe no Tabi, presentato nella sezione Un Certain Regard del 68º Festival di Cannes, si aggiudica il premio per la regia. Il film vede la partecipazione di Tadanobu Asano, nei panni di un marito che, scomparso da 3 anni, torna dalla moglie sotto forma di fantasma per guidarla in un viaggio alla scoperta di posti che ha visitato nel suo ritorno alla vita. Nel 2016 Kurosawa torna al genere del giallo a tinte horror con Kurīpī. Il film, presentato alla 66ª edizione del Festival internazionale del cinema di Berlino, segna il ritorno del regista giapponese alle tematiche che hanno da sempre caratterizzato il suo cinema e viene acclamato dalla critica specializzata. Sempre nel 2016 è stato presente nella sezione Onde del 34° Torino Film Festival col film Le Secret de la chambre noire, girato interamente in Francia con interpreti europei fra i quali spiccano Tahar Rahim, Constance Rousseau e Olivier Gourmet.
Nel 2017 il film di fantascienza Sanpo suru shinryakusha viene presentato nella sezione Un Certain Regard del 70º Festival di Cannes. A esso seguirà una serie televisiva spin-off, Foreboding, che verrà poi presentata in una versione cinematografica al Festival internazionale del cinema di Berlino. Nel 2019 Kurosawa si trova in Uzbekistan per girare Tabi no owari Sekai no hajimari con protagonista Atsuko Maeda. Il film sarà proiettato come film di chiusura della 72ª edizione del Festival di Locarno e circolerà per molto tempo in vari festival internazionali. Il film è da molti critici ritenuto la summa dei temi del cinema del regista giapponese. Il 12 settembre 2020 riceve il Leone d'argento per la miglior regia alla 77ª Mostra del cinema di Venezia per la versione cinematografica di Supai no tsuma.

## Filmografia parziale

### Cinema
- Kandagawa inran sensō (神田川淫乱戦争?) (1983)
- Do-re-mi-fa musume no chi wa sawagu (ドレミファ娘の血は騒ぐ?) (1985)
- Sweet Home (スウィートホーム?, Suwīto Hōmu) (1989)
- Yatsura wa ko nya mo yattekita (奴ら は こにゃ も やってきた?), episodio di Abunai hanashi (危ない話?) (1989)
- Jigoku no keibiin (地獄の警備員?) (1992)
- 893 Taxi – direct-to-video（1994）
- Da kane otoko-tachi no gekijō (打鐘 男たちの激情?) – direct-to-video (1994)
- Kattenishiyagare!! Gōdatsu keikaku (勝手にしやがれ!! 強奪計画?) – direct-to-video (1995)
- Kattenishiyagare!! Dasshutsu keikaku (勝手にしやがれ!! 脱出計画?) – direct-to-video (1995)
- Kattenishiyagare!! Kogane keikaku (勝手にしやがれ!! 黄金計画?) – direct-to-video (1996)
- Kattenishiyagare!! Gyakuten keikaku (勝手にしやがれ!! 逆転計画?) – direct-to-video (1996)
- Doa III (ドア?) – direct-to-video (1996）
- Kattenishiyagare!! Nakarin keikaku (勝手にしやがれ！成金計画?) – direct-to-video (1996)
- Kattenishiyagare!! Eiyū keikaku (勝手にしやがれ!! 逆転計画?) – direct-to-video (1996)
- Fukushū The Revenge: Unmei no hōmon-sha (復讐 THE REVENGE 運命の訪問者?)– direct-to-video (1997）
- Fukushū The Revenge: Kienai kizuato (復讐 THE REVENGE 消えない傷痕?) – direct-to-video（1997）
- Cure (キュア?, Kyua) (1997)
- Hebi no michi (蛇の道?)（1998）
- Kumo no hitomi (蜘蛛の瞳?)（1998）
- Ninjin gōkaku (ニンゲン合格?) (1998)
- Charisma (カリスマ?, Karisuma) (1999)
- Ōi naru gen'ei (大いなる幻影?) (1999)
- Pulse (回路?, Kairo) (2001)
- Akarui mirai (アカルイミライ?) (2003)
- Doppelganger (ドッペルゲンガー?, Dopperugengā) (2003)
- Mushi-tachi no ie (蟲たちの家?), episodio di Umezu Kazuo: Kyōfu gekijō (楳図かずお恐怖劇場?) (2005)
- Loft (ロフト?, Rofuto) (2005)
- Castigo (叫?, Sakebi) (2006)
- Tokyo Sonata (トウキョウソナタ?, Tōkyō Sonata) (2008)
- Real: kanzen naru kubinagaryū no hi (リアル〜完全なる首長竜の日〜?, Riaru: kanzen naru kubinagaryū no hi) (2013)
- Seventh Code (セブンス コード?, Sebunsu kōdo) (2013)
- Kishibe no tabi (岸辺の旅?) (2015)
- Creepy: itsuwari no rinjin (クリーピー 偽りの隣人?, Kurīpī: itsuwari no rinjin) (2016)
- Dagereotaipu no onna (ダゲレオタイプの女?) (2016)
- Sanpo suru shinryakusha (散歩する侵略者?) (2017)
- Tabi no owari sekai no hajimari (旅のおわり世界のはじまり?) (2019)
- Chime – mediometraggio (2024)
- Hebi no michi (蛇の道?) (2024)
- Cloud (クラウド?, Kuraudo) (2024)

### Televisione
- Kōrei (降霊?) – film TV (2000)
- Shokuzai (贖罪?) – miniserie TV, 5 episodi (2012)
- Yochō: sanpo suru shinryakusha (予兆 散歩する侵略者?) – miniserie TV, 5 episodi (2017)
- Supai no tsuma (スパイの妻?) – film TV (2020)

## Opere

### Romanzi e racconti
- Eizou no Karisuma (1992)
- Eiga wa Osoroshii (2001)
- Kurosawa Kiyoshi no Eigajutsu (2006)
- 21 Seiki no Eiga o Kataru (2011)